# Cafelândia (kommun i Brasilien, Paraná)
Cafelândia är en kommun i Brasilien.   Den ligger i delstaten Paraná, i den södra delen av landet, 1 100 km sydväst om huvudstaden Brasília. Antalet invånare är 14 551.
Trakten runt Cafelândia består till största delen av jordbruksmark. Runt Cafelândia är det ganska glesbefolkat, med 42 invånare per kvadratkilometer.